# Геологія Таїланду
Геологічна будова Таїланду. 
Тер. Таїланду знаходиться в межах Юньнань-Малайського складчастого пояса (на заході), Індосінійського серединного масиву (на сході) і розташованої між ними Менамської кайнозойської накладеної западини. 
Складчастий пояс утворений кристалічними породами докембрію і карбонатно-теригенними відкладами всіх систем палеозою і тріасу з пачками ефузивів середнього і кислого складу загальною потужністю 5-7 км. 
Переважають лінійні складки і насуви субмеридіонального простягання зі східним нахилом. Поширені інтрузії гранітоїдів карбону (290-300 млн років), кінця пермі – середини тріасу, кінця тріасу-початку юри і крейди. 
На півн.-сході і крайньому півдні розташовані пізньопалеозойські офіолітові пояси. Складчасті комплекси у западинах перекриті пологими моласами верхнього тріасу, юри, крейди і неогену. З ультраосновними породами офіолітових поясів пов'язані прояви хромітів і нікелю, з гранітоїдами – родов. руд олова, вольфраму, танталу, ніобію, рідкісних земель, рідше – міді. 
На контактах гранітів з карбонатними товщами є метасоматичні родов. залізняку. 
У вапняках палеозою встановлені поклади марганцевих і поліметалічних руд. До зон тріщинуватості і окварцювання приурочені епітермальні рудопрояви золота, стибію, флюориту, бариту. 
Прирозломні кайнозойські западини вміщають родов. бурого вугілля.  З відкладами чохла пов'язані поклади природного газу і калійних солей, рудопрояви урану і міді, з кайнозойськими базальтами – дорогоцінні камені. З кайнозойськими товщами Менамської западини пов'язані поклади нафти і природного газу. 